# Christo Danow (historyk)
Christo Miłuszew Danow (bułg. Христо Милушев Данов; ur. 2 lipca 1908 w Płowdiwie, zm. 1999) – bułgarski historyk specjalizujący się w historii starożytnej Bałkanów.
Studia historyczne podjął na Uniwersytecie Wiedeńskim w 1927, kończąc je w 1932 r. doktoratem poświęconym analizie wybranych inskrypcji starożytnej Grecji. Później prowadził badania archeologiczne. W 1945 r. został profesorem zwyczajnym. Od 1961 był kierownikiem Katedry Historii Antycznej i Średniowiecznej uniwersytetu sofijskiego, a w 1979 objął na dwa lata stanowisko dyrektora Bułgarskiego Instytutu Badawczego, działającego w Wiedniu. W 1981 wykładał w Austrii na macierzystej uczelni.
W swoich badaniach specjalizował się w historii antycznej ziem i ludów nadczarnomorskiego rejonu półwyspu bałkańskiego, w tym Traków.